# Tomaž Ogris
Tomaž Ogris, koroški publicist, * 1. oktober 1946, Kozje (Kossiach), Avstrija, 
Deluje kot pedagog, kulurni aktivist, publicist in urednik Mladega roda ter literarne revije Rastje.

## Življenje in delo
Po maturi na Zvezni gimnaziji za Slovence v Celovcu (1965) in strokovnega izobraževanja na celovški Pedagoški akademiji je bil osnovnošolski ter glavnošolski učitelj zgodovine, nemščine in slovenščine. Služboval v več krajih Južne Koroške. Kasneje je poučeval na Pedagoški akademiji didaktiko in metodiko dvojezičnega pouka (1983-1994). Med letoma 1995 in 2007 je bil Deželni šolski inšpektor za dvojezično šolstvo ter vodja Manjšinskega šolskega oddelka za (avstrijsko) Koroško.
Med letoma 1976 in 1991 je urejal list za dijake Mladi rod ter od leta 1984 vodil istoimensko učiteljesko društvo. Med letoma 1972 in 1984 je bil podpredsednik, 1984 - 1990 predsednik osrednje Slovenske prosvetne zveze (SPZ) v Celovcu. Leta 1992 je bil pobudnik ter prvi predsednik Delovne skupnosti Avstrijskih narodnosti v Socialilstični stranki Avstrije.
Med letoma 1989 in 1999 je bil predsednik Slovenskega prosvetnega društva Radiše, ki je od leta 1989 izdajalo odmevni občinski list Naša vas / Unser Dorf. 

## Publicistično delovanje
Tomaž Ogris piše v slovenščini in nemščini ter je avtor številnih besedil o dvojezični vzgoji in izobraževanju, o dvojezičnosti ter o medkulturnem spoznavanju na Koroškem. Je tudi avtor literarnih del, občinske kronike oz. zgodovine, spominske literature (npr. priče časa in njegove matere Anisje Ogris, rojena Deniskaja, po rodu Ukrainka) ter urednik slovenske literarne revije Rastje
Njegova narečna knjiga Vamprat pa Hana, Domislice, čenče, šale, laži, ki je izšla leta 2014 v domačem poljanskem narečju Celovškega polja in ki združuje vesele zgodbice z Radiš je zanimiva ne le za domačine in ljubitelje hudomušne literature temveč tudi za strokovnjake s področji jezikoslovja, dialektologije, terminologije, etnologije in drugih ved.

## Izvirna dela
- Tomaž Ogris, M. Ramšak (ur.): Na poti v vas = Unterwegs ins Dorf : Kultura na Radišah skozi 90 let = Streifzug durch 90 Jahre Kultur am Radsberg. izd. Slovensko prosvetno društvo „Radiše“. Klagenfurt/Celovec 1994;
- Tomaž Ogris: Radiše – Preteklost in sedanjost kraja in njegovih ljudi / Radsberg – Vergangenheit und Gegenwart des Ortes und seiner Menschen. Klagenfurt/Celovec, Wien 2009, ISBN 978-3-85435-603-5.
- Tomaž Ogris, Vincenc Gotthardt, Jerneja Jezernik (ur.): Rastje, Revija za literaturo, ustvarjalnost in družbena vprašanja, Nr. 8. Hg. vom Društvo slovenskih pisateljev v Avstriji (Verein der slowenischen Schriftsteller in Österreich). Klagenfurt/Celovec, Založba Drava, 2014, 310 Seiten, ISBN 978-85435-749-0
- Tomaž Ogris: Vamprat pa Hana, Domislice, čenče, šale, laži. Klagenfurt/Celovec, Založba Drava 2014, ISBN 978-3-85435-748-3.